# Gajówka Petrykozy
Gajówka Petrykozy – osada leśna w Polsce położona w województwie mazowieckim, w powiecie grójeckim, w gminie Pniewy.

## Położenie
Drogą lokalną ze wsi Budki Petrykowskie w kierunku do Petrykozy ok. 1,5 km. następnie od skrzyżowania ok. 300 m. na wschód .
Położenie - 51°56′21″N 20°40′37″E/51,939167 20,676944, pośród lasu. 

W latach 1975–1998 miejscowość należała administracyjnie do województwa radomskiego.